# Stadion Centralny w Dżyzaku
Stadion Centralny – wielofunkcyjny stadion w Dżyzaku, w Uzbekistanie. Swoje mecze rozgrywa na nim drużyna Soʻgʻdiyona Dżyzak. Obiekt może pomieścić 9500 widzów.